# Sistema di riposo locale
In astronomia, per sistema di riposo locale o SRL (in inglese local standard of rest, LSR) si intende il movimento medio della materia nella Via Lattea nei dintorni del Sole.
La traiettoria di questo materiale non è esattamente circolare. Il Sole compie un'orbita moderatamente eccentrica (e < 0,1) intorno al centro galattico alla velocità di 220 km/s, con un movimento orario se esso viene osservato dal polo nord galattico.
Il raggio dell'orbita è all'incirca 8 kpc attorno al centro della Galassia, vicino a Sagittarius A*, e rispetto all'SRL presenta solo una piccola deviazione nella direzione dell'apice solare. La velocità dell'SRL è compresa tra 202 e 241 km/s.